# Rhinoclemmys funerea
Rhinoclemmys funerea is een schildpad uit de familie Geoemydidae. De soort werd voor het eerst wetenschappelijk beschreven door Edward Drinker Cope in 1876. Oorspronkelijk werd de wetenschappelijke naam Chelops funereus gebruikt en later werd de soort aangeduid met de naam Emys funerea.

## Uiterlijke kenmerken
Het schild is donkerbruin tot zwart en heeft een kiel op het midden, de maximale schildlengte is ongeveer 32 centimeter. Jongere dieren hebben gele vlekjes op de hoornplaten. Het buikschild is zwart met gele randen van de hoornplaten. De kop heeft een iets uit-stekende snuitpunt, de kleur van de kop is zwart met drie strepen aan weerszijden die doorlopen in de nek. De onderkaak en keel zijn geel met zwarte vlekken. Mannetjes zijn van vrouwtjes te onderscheiden door een langere en dikkere staart en een lichte kuil in het buikschild.

## Algemeen
Rhinoclemmys funerea komt voor in grote delen van Midden-Amerika, de habitat bestaat uit moerassen en andere vochtige en waterrijke milieus, vijvers en rivieren in vochtige bossen. De schildpad zont graag en is te vinden op boven het water uitstekende objecten. Bij een lengte van ongeveer 20 cm is de schildpad geslachtsrijp, tijdens de paring achtervolgen de mannetjes de vrouwtjes in het water, ze strekken de nek uit en vibreren met de kop als het vrouwtje op haar plaats blijft. Het voedsel bestaat grotendeels uit plantaardig materiaal als fruit, grassen en grootbladerige planten, exemplaren in gevangenschap accepteren echter ook vlees. In 2000 is voor het eerst in Europa met deze schildpadden gekweekt door de kweker Jelle Hofstra.